# Muntele Mitake
Muntele Mitake (御岳山 Mitake-san?) este un munte situat pe insula Honshu (insula principală din arhipelagul Japoniei). Este aflat pe teritoriul municipiului Ome în zona metropolitană Tokyo.

## Galerie

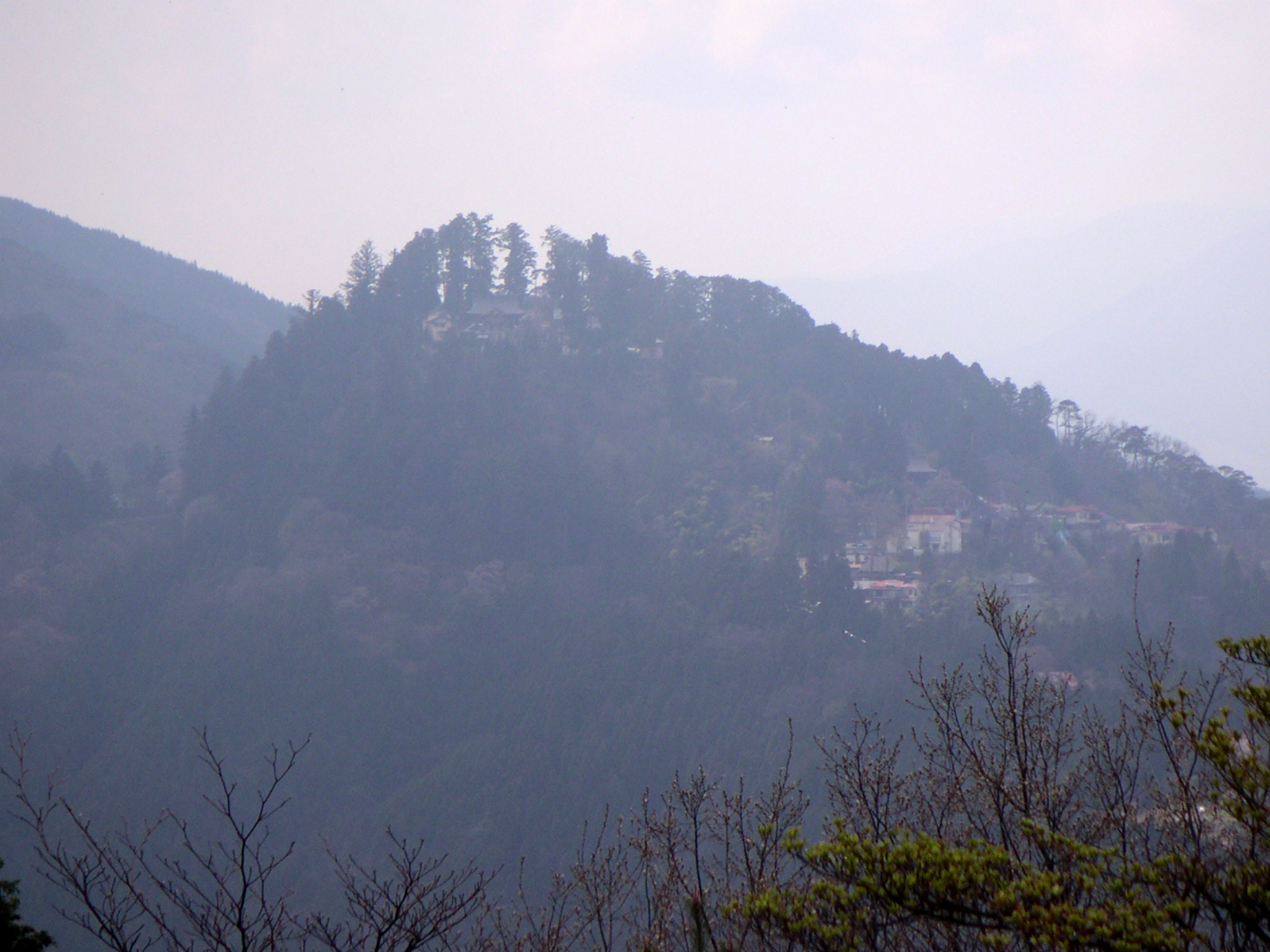
Vârful muntelui Mitake privit de pe muntele Hinode
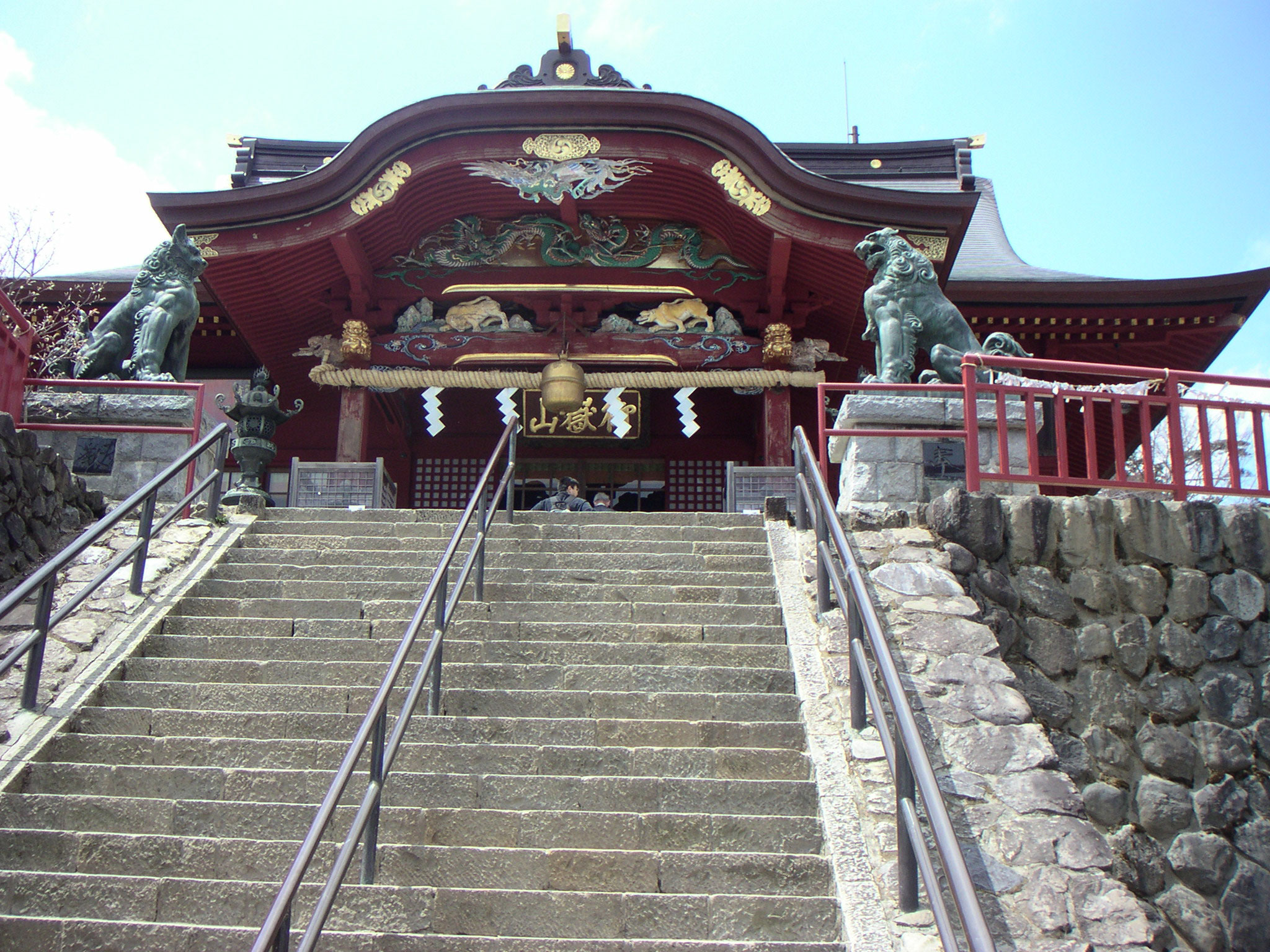
Sanctuarul shintoist Musashi Mitake Jinja
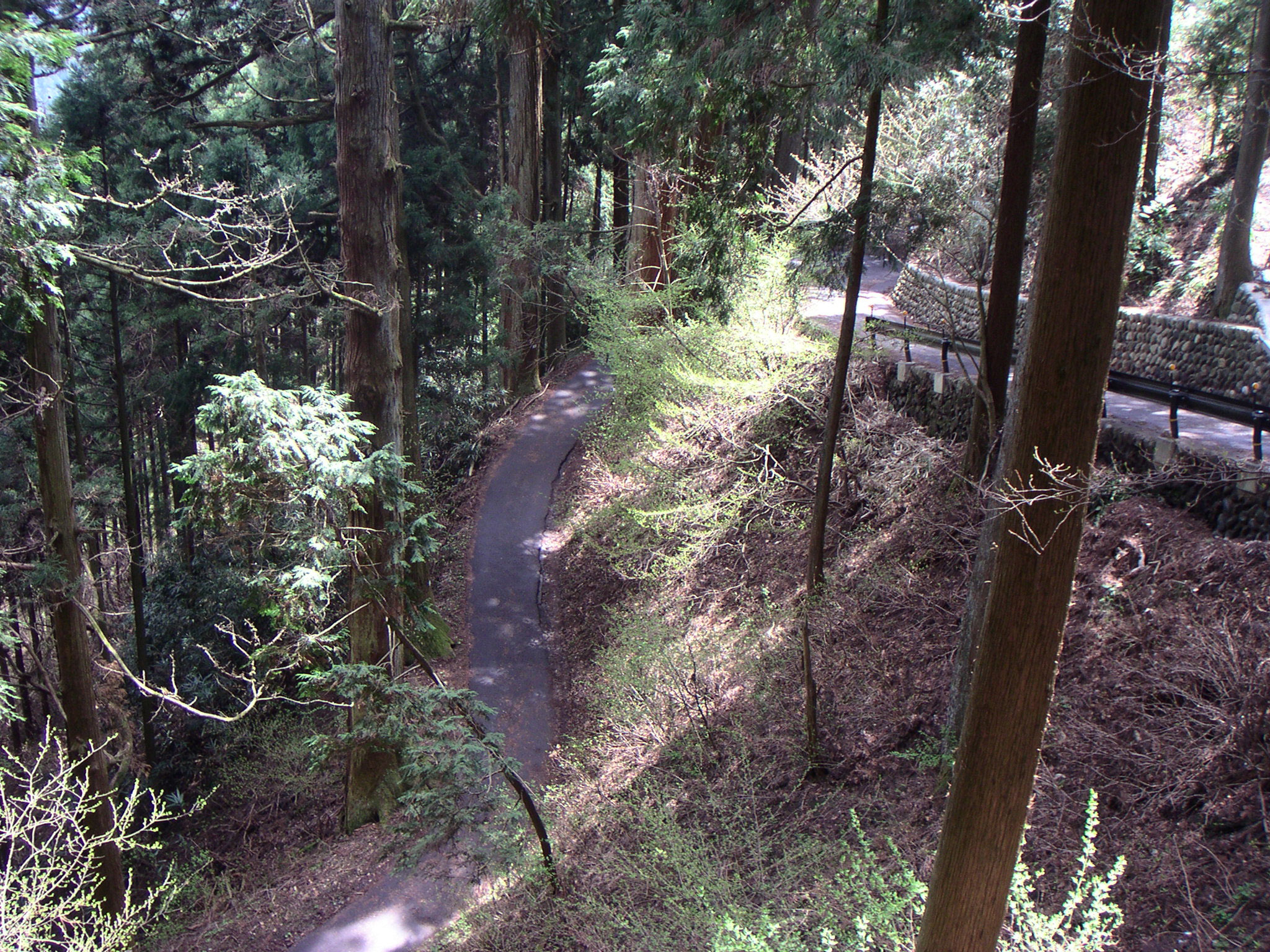
Una din potecile pentru drumeții montane
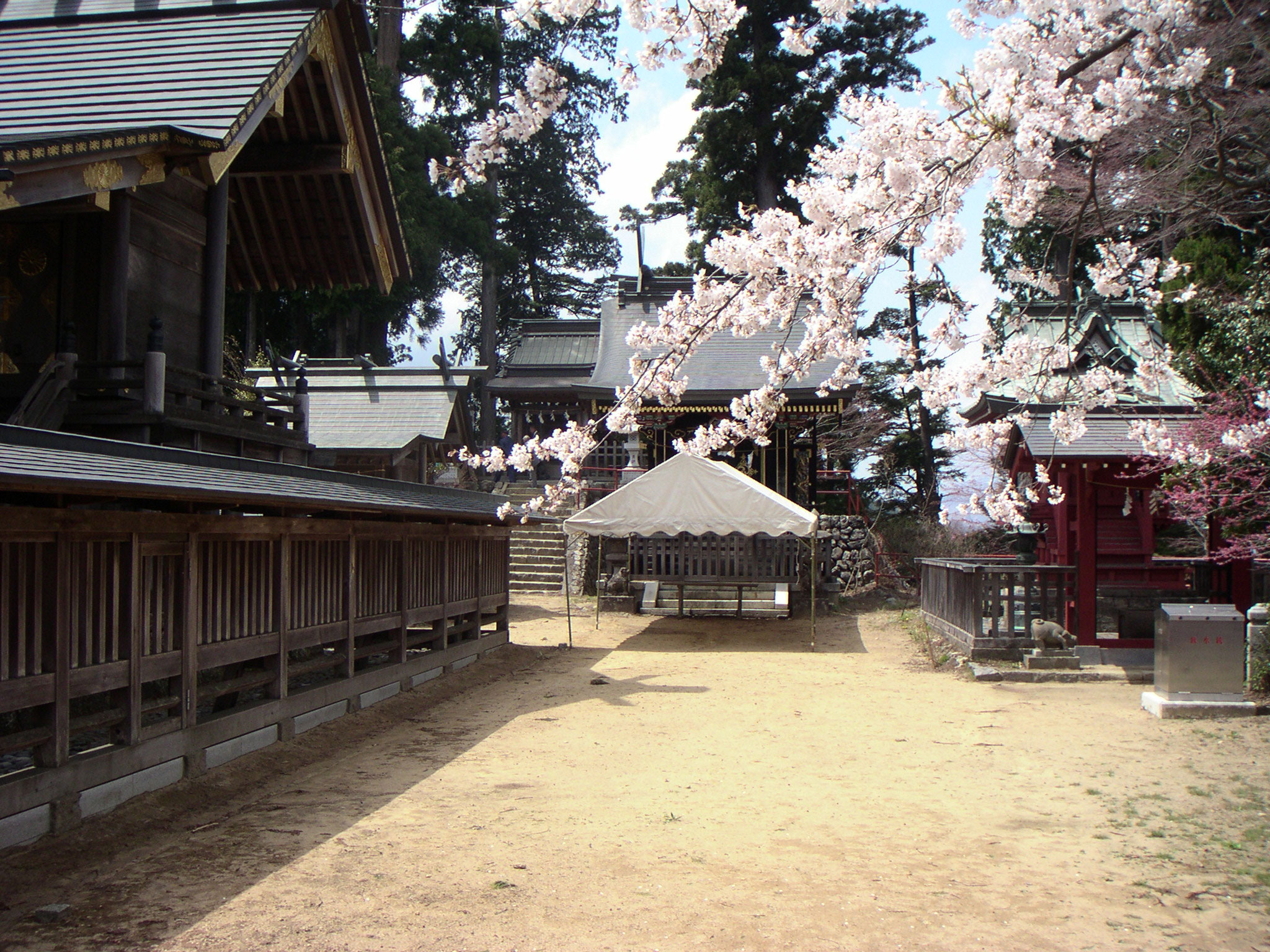
Sakura pe muntele Ikoma

## Legături externe
- Materiale media legate de muntele Mitake la Wikimedia Commons}}
- ja  Mitake VIsitor Center